# Orijentalna kratkodlaka mačka
Orijentalna kratkodlaka mačka je kratkodlaka pasmina domaće mačke.

## Porijeklo
Orijentalna kratkodlaka pasmina nastala je sredinom 20.stoljeća  u Velikoj Britaniji.
Kao i sijamska mačka, orijentalna kratkodlaka mačka (ili OSH) podrijetlom je iz toplih krajeva Orijenta.
Među ranim primjercima sijamske mačke koji su pristigli u Europu pretkraj 19.stoljeća  bile su i mačke 'čokoladne' boje, no početkom 20.stoljeća je britanski Klub uzgajivača sijamskih zabranio sve mačke koje nemaju plavu boju očiju.
Broj ovih mačaka se smanjio, a do polovice 20.stoljeća više nije bilo originalnih mačaka na Orijentu koje se ranije uvozilo. 
Britanski uzgajivači su ipak radili na mačkama drugih boja, te je  1957 . godine priznata kestenjasta boja.
U Americi je  1973 . godine najveća felinološka asocijacija CFA (Cat Fanciers' Association) priznala pasminu pod nazivom 'orijentalna kratkodlaka'.

## Karakteristike
Orijentalna kratkodlaka je uvelike nalik sijamskoj mački, s izuzetkom različite boje krzna. 
Po naravi su društvene, odane, znatiželjne, 'pričljive' i zahtjevne, potrebno im je mnogo aktivnosti.
Uglavnom imaju dugi životni vijek, premda pojedine pate od nasljednih srčanih problema.

## Tjelesna obilježja
- Tijelo: srednje veličine, dugačko i vitko
- Glava: izdužena, oblika trokutastog klinaDvobojni crno-bijeli orijentalni kratkodlaki mačak
- Oči: Ukošene, velike, zelene boje
- Uši: velike, široke u bazi
- Rep: dugačak, sužava se prema vrhu
- Dlaka: kratka, sjajna i mekana
- Boje: dozvoljene su mnoge boje i kombinacije boja. Može biti jednobojna, osjenčana, višebojna, dvobojna ili s tabby uzorkom dlake.

## Nazivi
- Foreign je čest naziv za orijentalnu kratkodlaku, ali i za druge orijentalne pasmine obzirom na 'strani' tip tijela, kojime se razlikuju od 'domaćeg' tipa mačaka.

- Foreign White je naziv za orijentalnu kratkodlaku koja ima jednobojno bijelo krzno.

- Havana je naziv za čokoladnu boju orijentalne mačke. To ponekad izaziva zabunu zbog Havanske mačke koja je zasebna pasmina.

- Orijentalna dugodlaka mačka je također zasebna pasmina.

## Razvoj pasmine
Poput sijamske mačke, orijentalna kratkodlaka se danas razvija u smjeru ekstremnog naglašavanja izduženosti tijela i nogu te povećavanja očiju i ušiju. 
Time se uvelike razlikuje od ranih primjeraka orijentalnih kratkodlakih koje se danas nazivaju 'tradicionalni' tip a imaju kraće tijelo i noge, okrugliju glavu s manjim ušima i očima.

## Vanjske poveznice
- CFA, portret pasmine: Orijentalna kratkodlaka  Arhivirana inačica izvorne stranice od 21. ožujka 2007. (Wayback Machine)
- CFA, standard pasmine Orijentalna kratkodlaka   Arhivirana inačica izvorne stranice od 6. travnja 2007. (Wayback Machine)
- FIFe, standard pasmine Orijentalna kratkodlaka   Arhivirana inačica izvorne stranice od 5. travnja 2007. (Wayback Machine)